# Вороненков, Сергей Анатольевич
Сергей Анатольевич Вороненков (род. 17 мая 1980, Тольятти, Куйбышевская область) — российский хоккеист, защитник. Мастер спорта России. Тренер.

## Биография
Воспитанник тольяттинского хоккея. Начинал играть в «Ладе-2» — в сезоне-1995?96 провёл два матча, в сезоне-1997/98 — 30. В плей-офф Суперлиги-1997/98 дебютировал в «Ладе», проведя один матч. С сезона-1998/99 — игрок ЦСК ВВС-2 Самара, в следующем сезоне провёл один матч в Суперлиге и 7 — в переходном турнире за ЦСК ВВС. Играл за ЦСК ВВС (2000/01 — 2003/04, 2007/08), «Ариаду» / «Ариаду-Акпарс» Волжск (2004), «Газовик» Тюмень (2004/05 — 2006/07), «Газовик-Универ» (2004/05 — 2005/06).
Победитель хоккейного турнира зимней Универсиады 2005 года. Серебряный призёр хоккейного турнира зимней Универсиады 2007 года.
Окончил Тольяттинский государственный университет, высшую школу тренеров по хоккею УралГУФК (2014).
Тренер в хоккейных школах Тольятти — «Лада» (2008—2012), «Волгарь» (2012—2014), Санкт-Петербурга — «Серебряные львы» (2014—2015), «Олимпийские надежды» (2016—2021), «Динамо Питер» (2021—2023), «Академии Михайлова» Новомосковск (2023—2024). Тренер в команде МХЛ «АКМ-Новомосковск» (с 6 февраля 2025).